# Marocco (cheval)
Pour les articles homonymes, voir Marocco.
Marocco (né vers 1586, mort vers 1606) est un cheval savant anglais, de robe baie, entraîné par William Bankes. Il est connu pour avoir réalisé des prouesses, telles que manier le fleuret ou jouer du luth. Il aurait été brûlé avec son maître pour sorcellerie, au Portugal.

## Nom
Il est plus connu dans l'espace anglophone sous le nom de Bankes's Horse (en français : cheval de Bankes), et il y est parfois fait référence sous les noms de Dancing Horse (cheval dansant), Thinking Horse (cheval pensant), ou encore Politic Horse (cheval politique).

## Histoire
Ce cheval est vraisemblablement né vers 1586,. Il est acquis peu de temps après sa naissance par William Bankes, qui le nomme « Marocco » par référence au cuir maroquin, qui servait à son époque dans la fabrication des selles pour chevaux. Par dérision, Bankes s'adresse à son cheval sous le nom de « seigneur » ou de « monsieur » (señor).

## Description
La plupart des sources le décrivent comme un cheval bai, mais quelques-unes le décrivent comme blanc,. Selon le physicien et écrivain Jan Bondeson (en), Marocco était un petit cheval musculeux, doté d'une légèreté et d'une agilité remarquables ; il prouva également être particulièrement intelligent et facile à éduquer.